# 毛尔特大厅
毛尔特大厅（收费大厅，Mauthalle）是一座中世纪的帝国城市建筑，是德国纽伦堡老城区最重要的建筑古迹之一，也是纽伦堡历史之路的一站。

## 位置
毛尔特大厅位于纽伦堡老城区南半部的洛伦茨区，位于国王街（Königsstraße）和普凡嫩施米兹巷（Pfannenschmiedsgasse）之间，毛尔特大厅广场以北。

## 历史
毛尔特大厅由汉斯·贝海姆建于1498年至1502年之间，是该城最大的粮仓。通过这12间粮仓，在危机时期确保市民的供应。
1571/72年，帝国海关迁入大楼。直到19世纪，该楼才命名为毛尔特大厅（收费大厅），是海关办事处（收取通行费）。1898年，收费大厅被改建为商业建筑。自1929年以来，改为酒窖。
在1943年3月8/9日的轰炸中，屋顶被烧毁。1944年10月3日，再次被炸。1945年1月2日，毛尔特大厅再次受到严重打击，被完全烧毁。
1951年到1953年，它以简化的形式重建。今天仍用作商业建筑，1994 年以来开设啤酒窖，在三个客人区共有 835 个座位。当地酿造的啤酒是传统的弗兰肯美食。

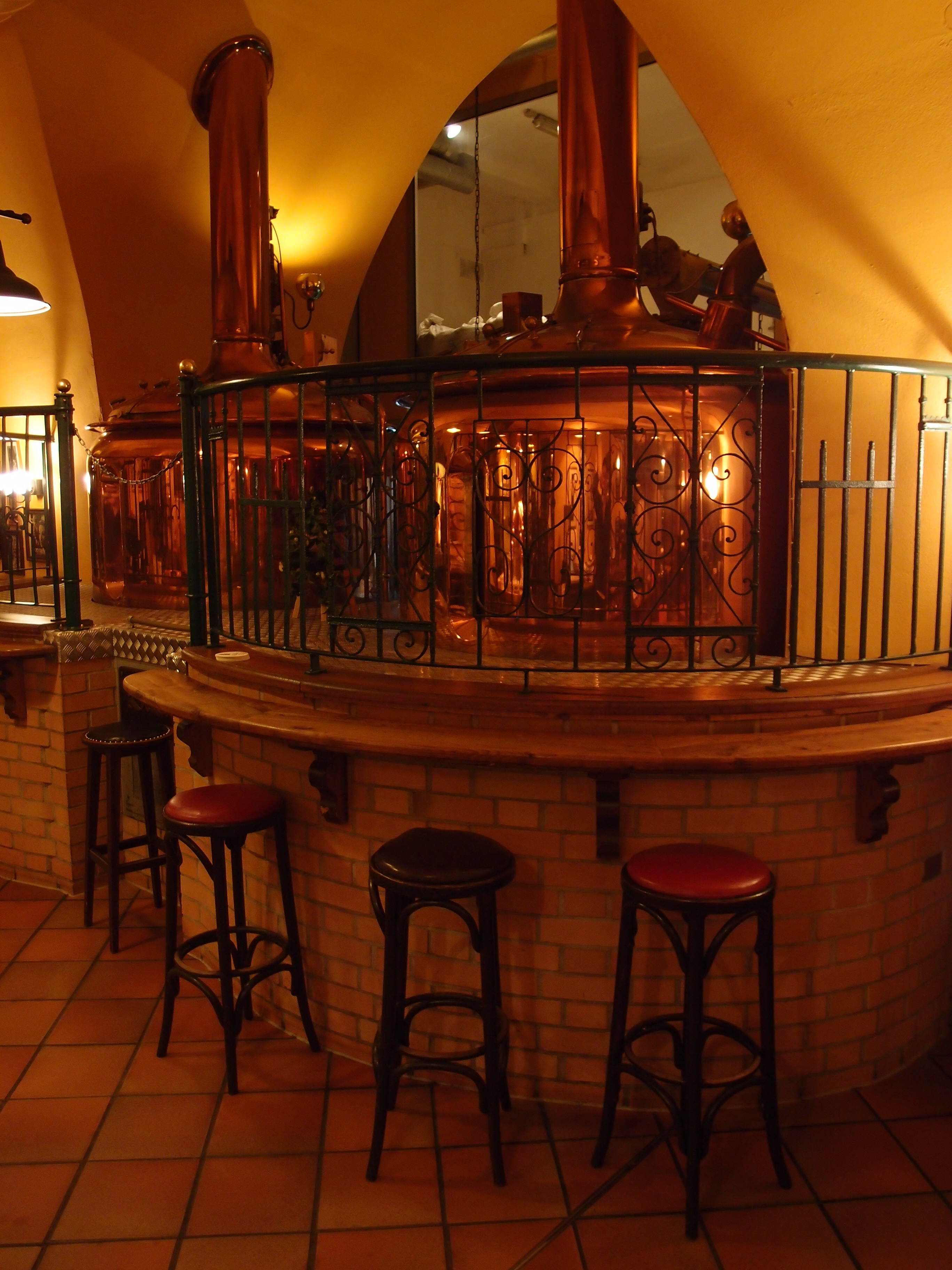
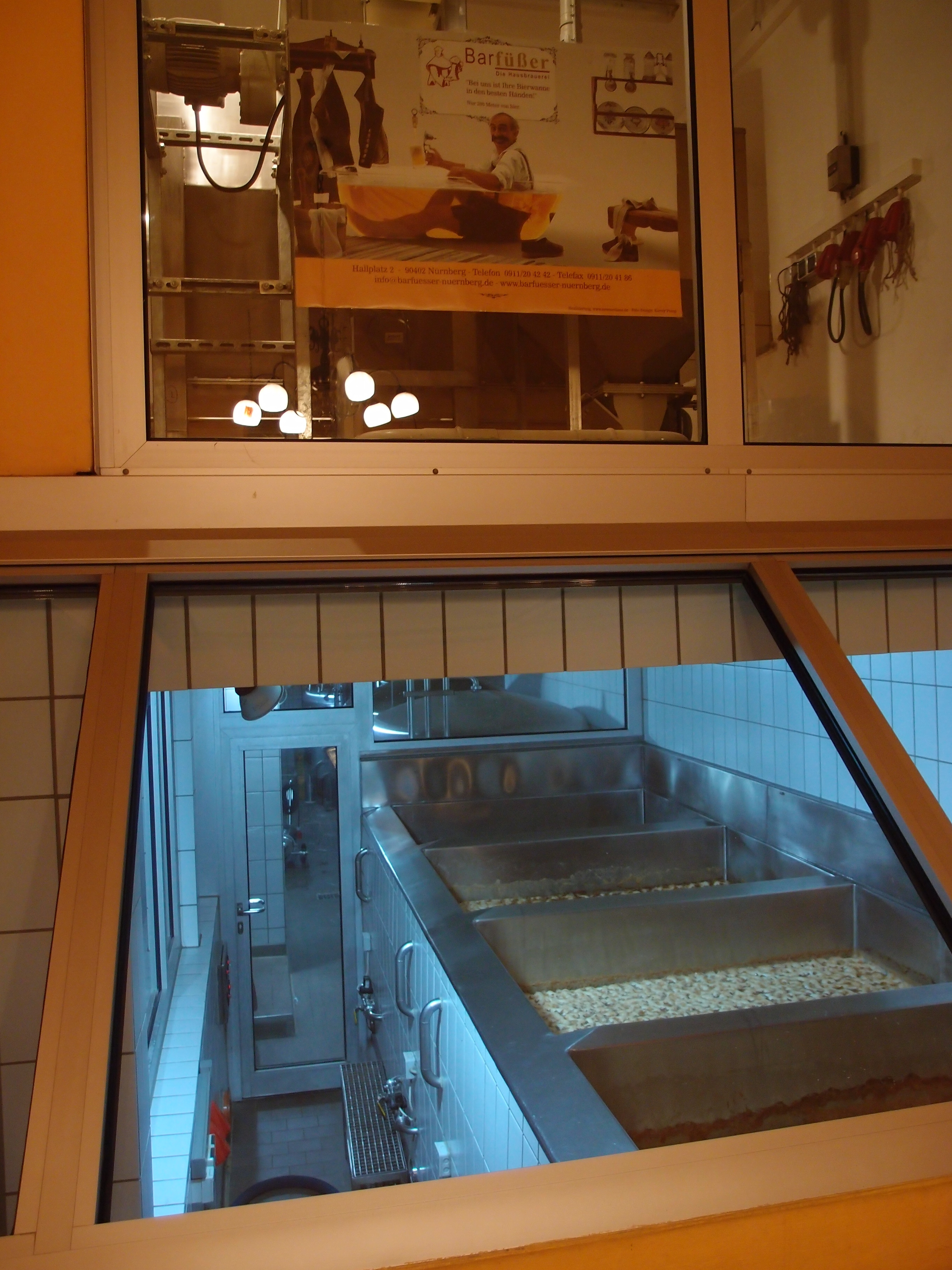
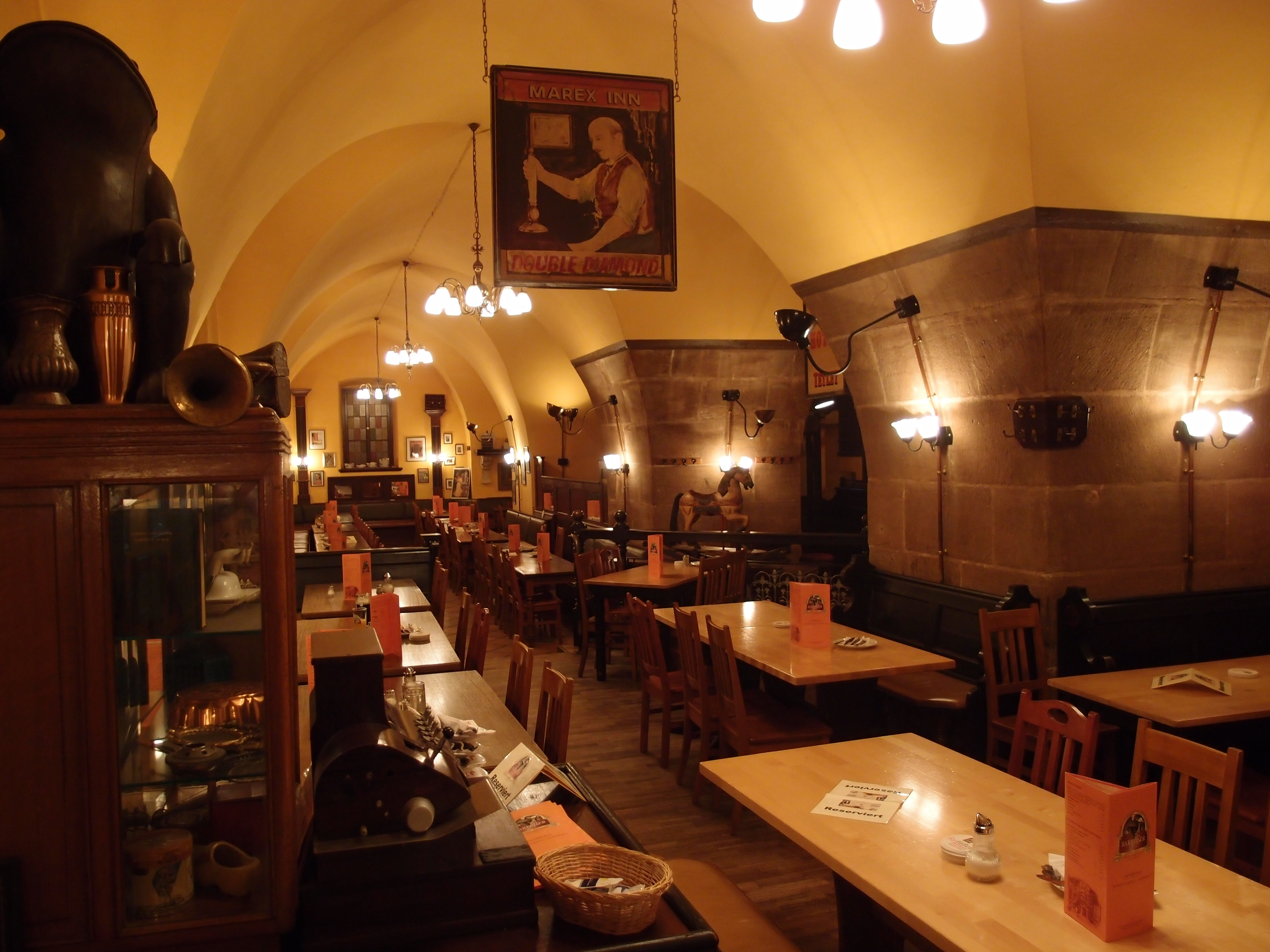
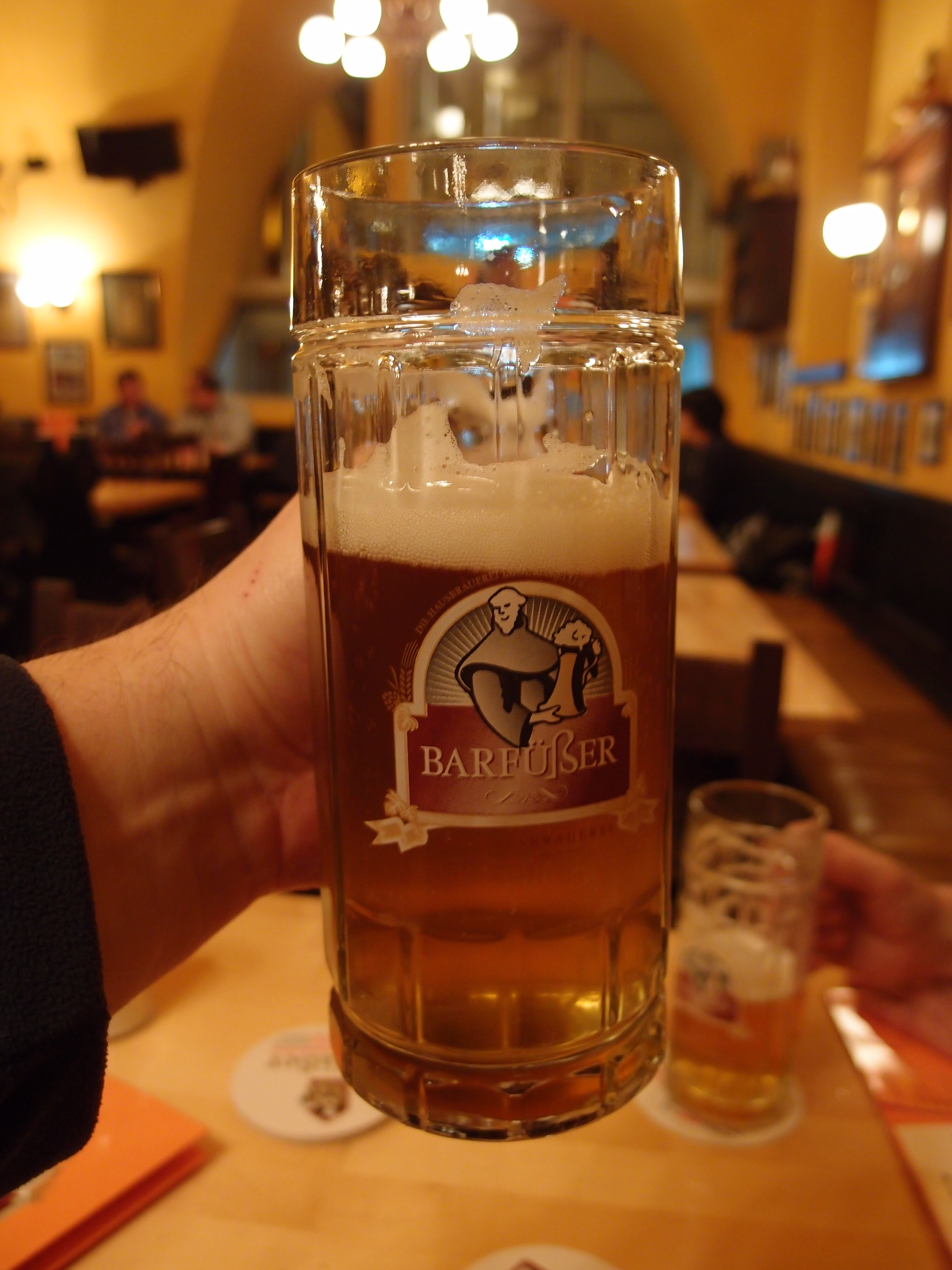

## 建筑
毛尔特大厅长84米，宽20米，高29米。在一座三层的砂岩建筑上，是六层坡屋顶，以及中部五层高的马鞍屋顶。大厅由26根柱子支撑。
一楼设有大型尖拱门。